# Войн Войнов
Войн Войнов Йорданов е бивш български футболист, полузащитник, треньор.

## Състезателна кариера
Играл е като офанзивен полузащитник за Левски (София) от пролетта на 1972 до 1981 г. Шампион на България (1974, 1977, 1979) и носител на купата на страната (1976, 1977, 1979 г.). В А група има 226 мача и 36 гола, а за купата на страната има 42 мача и 10 гола. За А националния отбор има 32 мача и 1 гол (1973-1979), за Б националния има 1 мач, за младежкия има 12 мача и 3 гола, а за юношеския има 22 мача и 5 гола. Участва на СП-1974 в Германия (в 3 мача). В евротурнирите има 29 мача и 4 гола (7 мача и 2 гола в КЕШ, 7 мача в КНК и 15 мача с 2 гола за купата на УЕФА). „Майстор на спорта“ от 1974 г. Един от водещите играчи на „Левски“ през 70-те години. Като крило се отличава с бързина, добра техника и организаторски способности.

## Успехи
- Шампион на България (3): 1973-1974, 1976-1977, 1978-1979
- Вицешампион на България (3): 1974-1975, 1975-1976, 1980-1981
- Носител на Купата на Съветската армия (3): 1975-1976, 1976-1977, 1978-1979
- Финалист в Купата на Съветската армия (1): 1973-1974

## Треньорска кариера
Започва като треньор в детско-юношеската школа на „Левски“. След това е страши-треньор последователно на Академик (София), Искър, Хебър, Беласица, Марек, на отбори в Кипър и Саудитска Арабия и на ПФК Родопа (Смолян) (с който влиза в А група през 2003 г.) и ФК Сливнишки герой (Сливница). През сезон 2006/07 е треньор на Миньор (Перник). В края на месец октомври 2006 г. отново поема Родопа (Смолян). От 1 юни 2008 г. поема Академик (София). От 7 август 2009 е треньор на Локомотив (Мездра), футболен клуб Банско, а сега е треньор в Славия.